# Verdichterstation

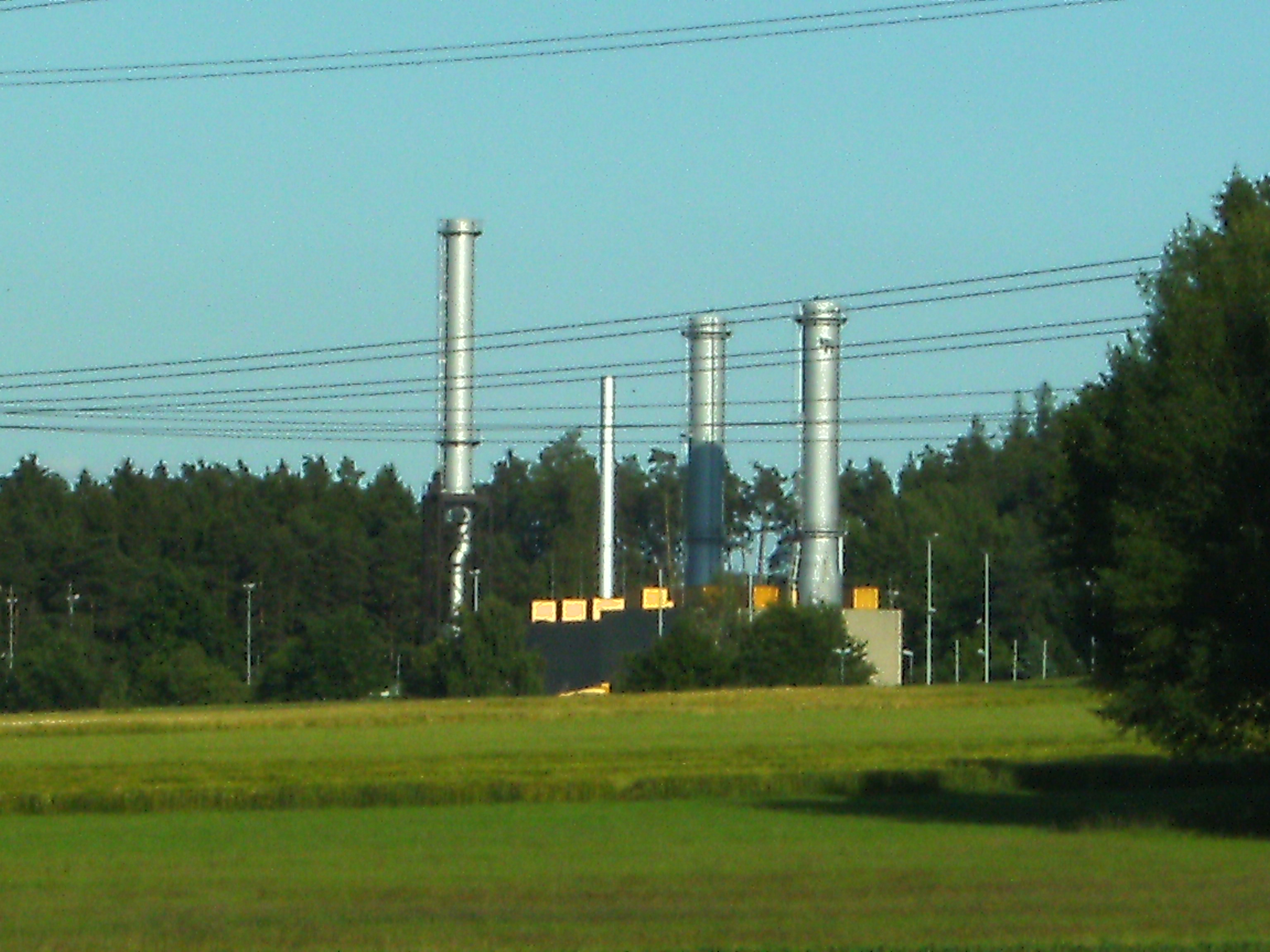
Erdgaskompressorstation Rothenstadt-Weiherhammer (2009)

Eine Verdichterstation (auch Kompressorstation) ist eine Anlage in einer Transport-Erdgasleitung, bei der ein Kompressor das Erdgas wieder komprimiert, um Rohr-Druckverluste auszugleichen und den Volumenstrom zu regeln.
Das Erdgas wird von den Erdgasfeldern nach Aufbereitung über Fern-Pipelines zu den Verbrauchern geleitet. Eingespeist wird es mit hohem Druck und bedingt durch den Strömungsverlust reduziert sich der Druck in der Pipeline. Deshalb ist es notwendig, in Verdichterstationen das Erdgas zu verdichten, um den optimalen Transportdruck wieder zu erreichen.

## Aufbau
- Antriebsmaschine; diese treibt den Kompressor an, hat als Energieträger zumeist Erdgas.[2] Fast immer sind zwei oder mehrere Antriebsmaschinen mit zugehörigem Verdichter in einer Verdichterstation installiert (siehe N+1-Redundanz).
  - Bei kleineren Stationen wird meistens der Kolben-Gasmotor (unter 1 MW Antriebsleistung) eingesetzt.
  - Bei größeren Stationen findet man fast nur Gasturbinen (GT) (mit 1 bis 30 MW Antriebsleistung- inkl. benötigtem GT-Ansaugfilterhaus, Abgaskamin, Rückkühlanlage, Lagerölversorgung, Hydrauliksystem sowie der Turbinensteuerung zur Überwachung, Regelung und Schutz nebst Niederspannungs-Schaltanlage)
  - Je nach Versorgungssicherheit werden mittlerweile auch Elektromotoren eingesetzt. Problem ist die Abhängigkeit vom Stromnetz.[3] Durch die gegenseitige Abhängigkeit von Gasnetz und Stromnetz (Gaskraftwerke) könnte der Schwarzstart nicht gegeben sein. Vorteil ist der Wegfall des Getriebes, dessen Schmieröls und Antriebskühlung, sowie geringere Lautstärke und geringere Wartung.
    - Seit 2010 bzw. 2011 laufen Zentrifugal-Verdichter mit Elektromotorantrieb in Neustift/Oberkappel (WAG West-Austria-Gasleitung) und Baumgarten (Niederösterreich, drei je 6 MW).[4]
- Abwärme-Rückgewinnung der Antriebsmaschine. Heute ist diese noch nicht bei jeder Kompressorstation vorgesehen, jedoch ist bei der TAG-Verdichterstation in Weitendorf eine solche Anlage der OMV Gas & Power in Betrieb, bei der die Abwärme genutzt und daraus bis zu 16 MW elektrische Leistung erzeugt wird, ohne zusätzliches CO2 zu produzieren.
- ggf. Getriebeeinheit (zwischen Antriebsmaschine und Verdichter; je nach Anforderung)
- Flüssigkeitsabscheider; trennen freie Flüssigkeiten (Wasser, Kohlenwasserstoffe) und Staubteilchen ab.
- Kompressor; dieser saugt das Erdgas aus der Pipeline an und speist es verdichtet wieder ein.
- Kühler; bei der Verdichtung erwärmt sich das Erdgas und muss nun gekühlt werden, da einerseits heißes Gas eine niedrigere Dichte und damit einen höheren Druckverlust hat, andererseits die hohe Temperatur die Feuchtigkeitsisolierung der Pipeline beschädigt.
- Verdichter-Einheiten-Piping mit Saug- und Druckschiebern und Umpump-Ventil (verhindert das Pumpen des Verdichters) einschließlich Instrumentierung und Messungen
- Stations-Piping mit Saug- und Druckschiebern
- ggf. Mess-Strecken, sofern verschiedene Gase zur Einhaltung eines kalorischen Wertes gemischt werden
- Not-Abschaltsysteme

Kleine Anlagen haben in Gebäuden von der Größe einer Fertiggarage Platz, Großanlagen beanspruchen eine Anlage von der Größe einer Fabrikhalle.

## Energieaufwand und Gasverbrauch
Die Verdichterstationen, so z. B. an der Trans Austria Gasleitung, sind etwa alle 100 km angeordnet.
Der Energiebedarf für den Antrieb der Verdichterstationen ist stark vom Betriebszustand und von der Auslegung des Pipelinesystems abhängig, da der Druckverlust quadratisch von der Strömungsgeschwindigkeit abhängt. Im Überlastbetriebszustand der Pipeline beträgt dieser bis zu 1 % der transportierten Menge je 100 km; im Volllastzustand rund 1 % je 250 km, dagegen im 10-%-Teillastzustand nur 1 % für rund 10.000 km (typische Zahlen).
Gaspipelines über große Distanzen haben typisch 700 bis 1400 mm Durchmesser und werden bei Drücken bis zu etwa 100 bar betrieben. Der Höchstdruck, der ab der Verdichterstation auftritt, fällt durch Wandreibung und Turbulenz auf etwa 2/3 bis die Hälfte ab, bevor an der nächsten Station das Gas wieder verdichtet wird.
Für eine Modellrechnung wird der Abstand von Verdichterstationen Offshore (im Meer) alle 800 km und Onshore alle 400 km angenommen. Durch späteres Halbieren dieser Distanzen durch Einbau je einer weiteren Verdichterstation zwischen zwei bisherige kann die Durchsatz-Kapazität der Pipeline relativ kostengünstig um etwa 30 % gesteigert werden.
Der Durchsatz von Gas durch Pipelines lässt sich mit modernen Methoden mit ±0,15 Prozent Fehler messen, unterschiedliche Verfahren können einige Zehntelprozent Abweichung ergeben. Für den Pumpaufwand fallen je nach Durchsatzrate bei gasbetriebenen Verdichterstationen bis zu 1 % Gasverbrauch pro 100 km Pipeline an. Auch Undichtheiten können Verluste verursachen.

## Standorte

### Deutschland
- Stutensee-Blankenloch
- Großenkneten
- Rimpar, Station der Mittel-Europäischen Gasleitung (MEGAL)
- Rothenstadt, Station der Mittel-Europäischen Gasleitung (MEGAL)
- Waidhaus, Importpunkt der Mittel-Europäischen Gasleitung (MEGAL)
- Mittelbrunn, Station der Trans-Europa-Naturgas-Pipeline (TENP)
- Stolberg (Rheinland), Station der Trans-Europa-Naturgas-Pipeline (TENP)
- Sayda im Erzgebirge (ONTRAS Gastransport GmbH)[7]
- Bobbau, Verdichterstation in Sachsen-Anhalt (ONTRAS Gastransport GmbH)
- Mallnow, Importpunkt der JAGAL, betrieben von WINGAS
- Reckrod, Kreuzungspunkt von STEGAL und MIDAL der WINGAS[8]
- Gernsheim, Station der MEGAL, bestehend aus vier Einheiten. Diese Einheiten bestehen jeweils aus einem Verdichter C65 des Herstellers Solar Turbines und als Direktantrieb eine Gasturbine vom Typ Titan 130 (2×) oder Mars (2×) des gleichen Herstellers. Der Leitungsdruck wird von 58 bar auf 74,5 bar erhöht.[9]
- Wardenburg, Station der Norddeutsche Erdgas-Transversale (NETRA)
- Werne, Station der OGE - Open Grid Europe
- Herbstein-Rixfeld im Vogelsbergkreis
- Wildenranna (MEGAL)

Weitere in: Bunde, Eischleben, Lippe, Mallnow, Olbernhau, Rehden, Rückersdorf, Weisweiler

### Litauen
In Litauen gibt es zwei Stationen:
- seit 2010: Verdichterstation Jauniūnai, Rajon Širvintos, Bezirk Vilnius, Mittellitauen
- seit 1974: Verdichterstation Panevėžys, Stadt Panevėžys, Bezirk Panevėžys, Nordostlitauen

### Österreich
- Baumgarten an der March, (seit 1959) Station für mehrere große Pipelines, u. a. West-Austria-Gasleitung (WAG), größte Übernahmestelle in Österreich für Importe aus Russland und Norwegen
- Kirchberg am Wagram (WAG) (seit 2008)
- Rainbach im Mühlkreis (WAG) (seit 2008)
- Neustift/Oberkappel (Penta West) (seit 2011) – erstmalige Installation von elektrisch angetriebenen Verdichtern, (WAG)
- Eggendorf (NÖ), (TAG)
- Weitendorf (TAG)
- Grafendorf bei Hartberg (TAG)
- Ruden (Kärnten) (TAG)

Der Leitungsbetreiber Gas Connect Austria gibt die typische Geschwindigkeit des Gasstroms mit 8 m/s = ca. 28 km/h an. Edler (2013) schätzt für alle Erdgaspipelines der Netzebene 1 in Österreich 70 bar als maximalen Betriebsdruck (MOP – maximum operating pressure).